# Torture Ship

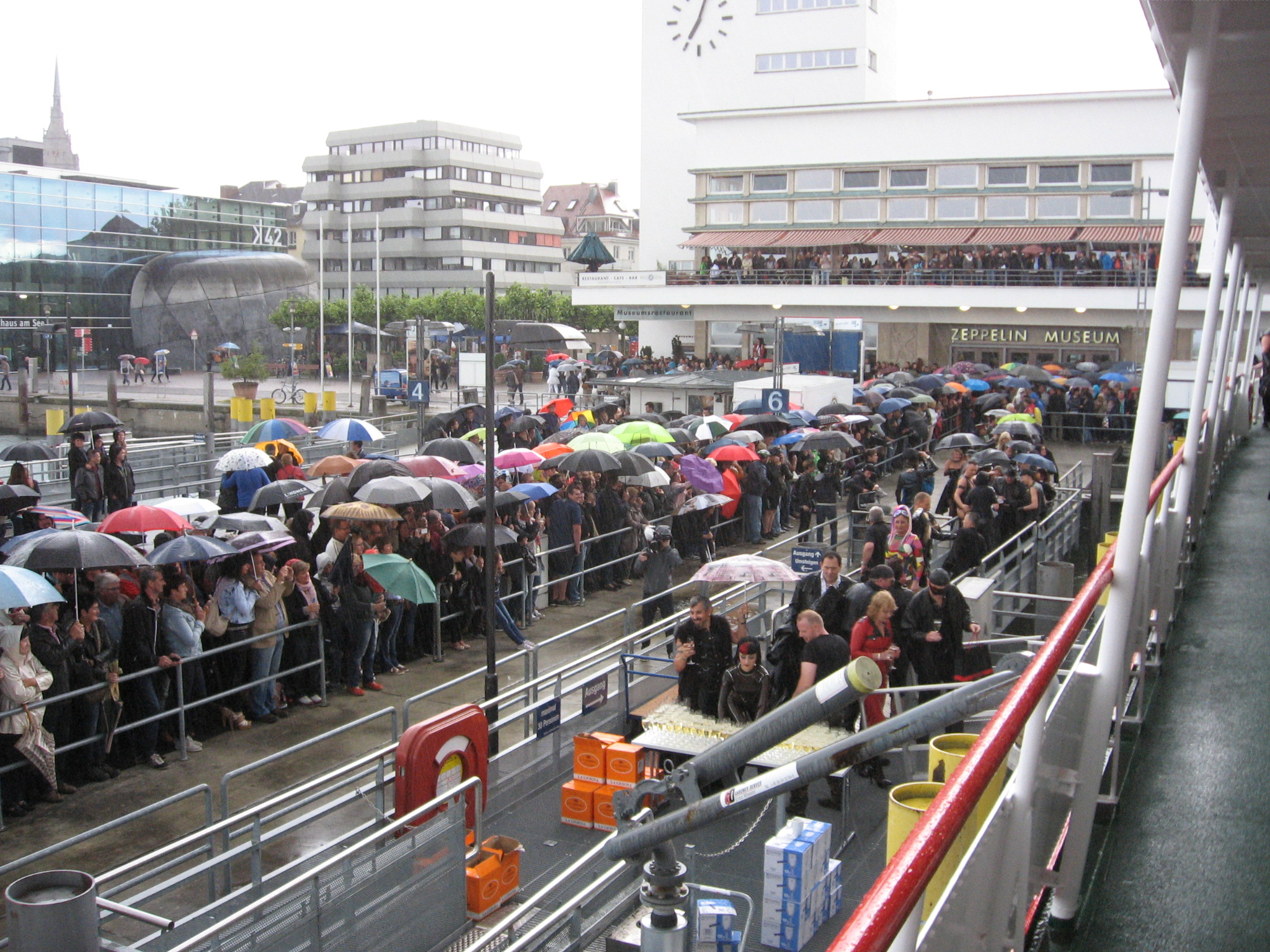
Besucher und Zuschauer vom Torture Ship im Hafen von Friedrichshafen

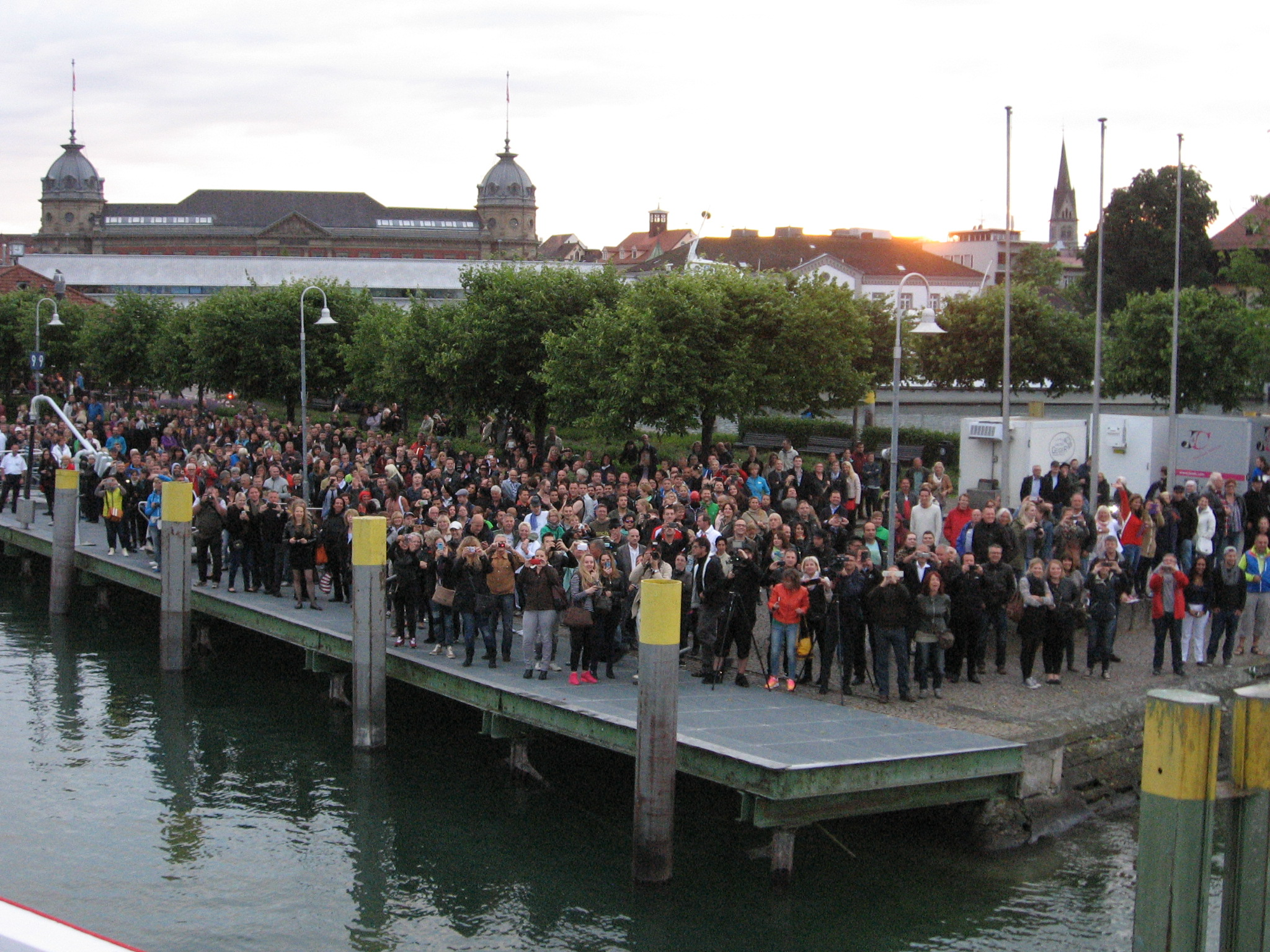
Schaulustige erwarten die Ankunft des Torture Ship in Konstanz

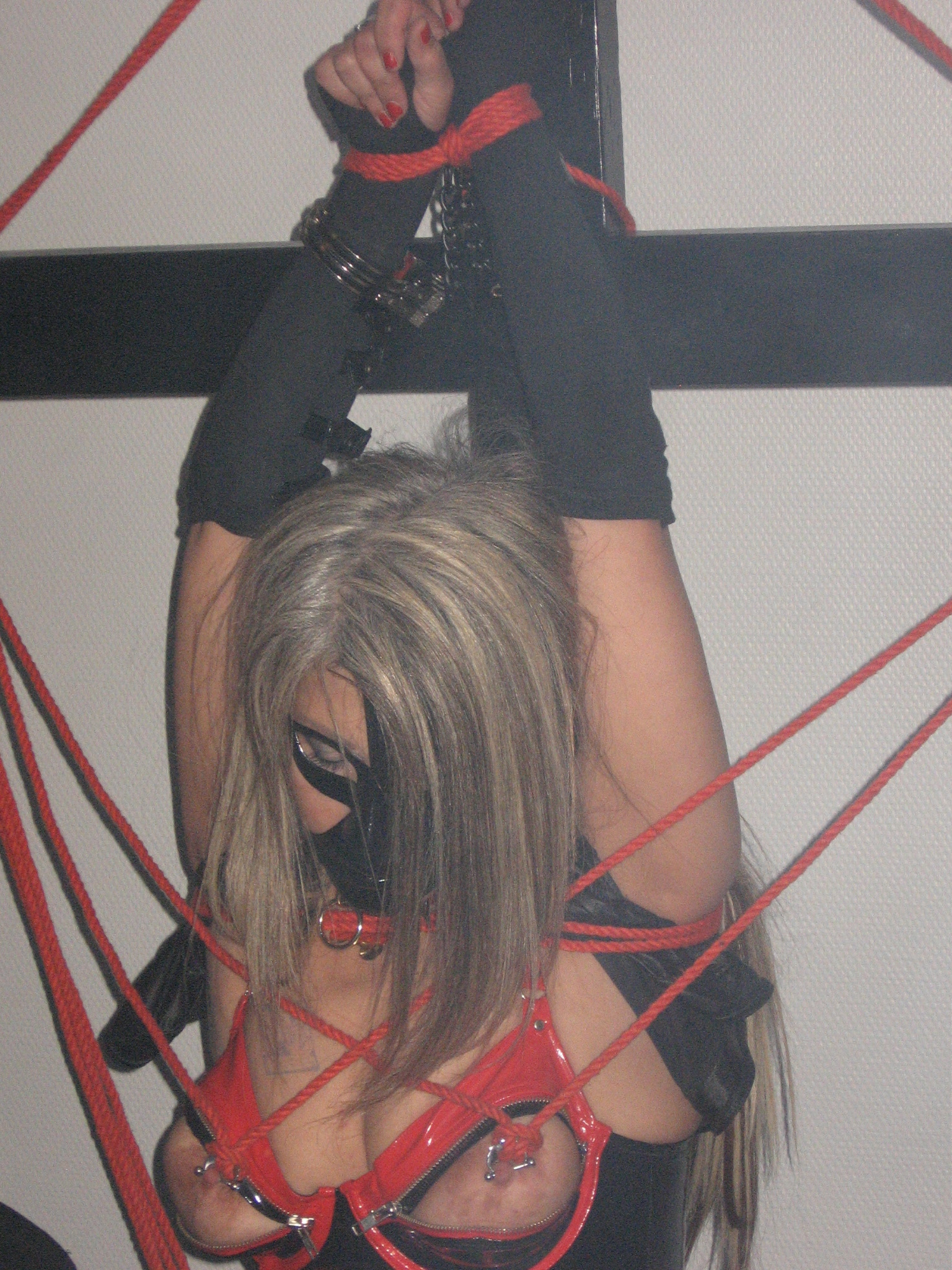
Bondage-Session auf dem Torture Ship

Das Torture Ship (auch als SM-Schiff bekannt) ist eine seit 1996 jährlich am vorletzten oder letzten Junisamstag oder ersten Julisamstag stattfindende BDSM- und Fetischparty auf einem als Tanzschiff deklarierten Schiff der Bodensee-Schiffsbetriebe.

## Veranstaltung
Die von einer Augsburger Agentur veranstaltete Fetischparty mit ungefähr 500 bis 700 Gästen (2016 waren 700 Partygäste an Bord) ist die weltweit größte SM- und Fetischparty auf einem fahrenden Binnenschiff. Auf drei Etagen agieren vier DJs und BDSM-/Fetisch-Aussteller. Es gab verschiedene Barbereiche auf dem Schiff.
Nach einer Show mit etwa 2000 Schaulustigen im Hafen von Friedrichshafen legte das Schiff vor dem Jahr 2024 um 19:45 Uhr ab. Es erreichte um 20:55 Uhr den Hafen von Konstanz. Dort steigen weitere Gäste unter den Anwesenheit von hunderten Schaulustigen an Bord. Um 21:30 Uhr ging es wieder zurück nach Friedrichshafen, um eventuelle Spätgäste aufzunehmen. Das Schiff fuhr anschließend noch zweimal nach Konstanz bzw. einmal nach Friedrichshafen. Die Fahrt endete in Konstanz um 5:30 Uhr. Ab dem Jahr 2024 wurde die Veranstaltung auf 18:00 vorverlegt, wodurch sich auch die folgenden Halte ebenfalls nach vorne verschieben.
Für Gäste aus Augsburg und München wird ein Shuttle-Bus eingesetzt.
2020 wurde die Veranstaltung wegen der Corona-Pandemie zunächst verschoben und fand dann am 29. August statt. Die Zahl der Besucher war von den Behörden statt der normalen 600 auf 250 beschränkt worden. Auf der Fetischparty herrschte Maskenpflicht. Nur etwa 200 Besucher gingen an Bord.

## Schiff
Die Agentur charterte bis 2014 immer das Motorschiff Schwaben der Reederei Bodensee-Schiffsbetriebe GmbH (BSB), eine 100-prozentige Tochtergesellschaft der Stadtwerke Konstanz GmbH. Seit 2015 kommt ein geringfügig kleineres Schiff zum Einsatz.

## Kontroversen
Beginnend mit der Veranstaltung 2015 wird auf Grund behördlicher Anordnungen auf den Darkroom und sonstige „gesonderte Einrichtungen für sexuelle Handlungen“ verzichtet. Die Augsburger Allgemeine nannte die Veranstaltung 2016 ein Umstrittenes Spektakel.